# Zaolin (köpinghuvudort i Kina, Shaanxi, lat 34,36, long 107,70)
Zaolin är en köpinghuvudort i Kina. Den ligger i provinsen Shaanxi, i den nordvästra delen av landet, omkring 110 kilometer väster om provinshuvudstaden Xi'an. Antalet invånare är 32 626. Befolkningen består av 15 731 kvinnor och 16 895 män. Barn under 15 år utgör 15,0 %, vuxna 15-64 år 74 %, och äldre över 65 år 9,0 %.
Runt Zaolin är det tätbefolkat, med 343 invånare per kvadratkilometer. Närmaste större samhälle är Shoushan, 10,6 km söder om Zaolin. Trakten runt Zaolin består till största delen av jordbruksmark.
Genomsnittlig årsnederbörd är 730 millimeter. Den regnigaste månaden är september, med i genomsnitt 159 mm nederbörd, och den torraste är december, med 2 mm nederbörd.